# 北海道道211号春日置戸線
北海道道211号春日置戸線（ほっかいどうどう211ごうかすがおけとせん）は、北海道常呂郡置戸町内を通る一般道道（北海道道）である。

## 概要

### 路線データ
- 起点：北海道常呂郡置戸町字春日
- 終点：北海道常呂郡置戸町字置戸（国道242号、北海道道1001号北光置戸線交点）
- 総延長：12.8km

## 歴史
- 1954年（昭和29年）3月30日 - 76号として路線認定[1]。
- 1994年（平成6年）10月1日 - 路線番号を211号に変更[2]。

## 路線状況

### 重複区間
- 置戸町字安住 - 置戸町字中里（北海道道1050号常元中里線）

### 主な橋梁
- 勝山橋 - 置戸町字勝山、置戸町字安住

## 地理

### 通過する自治体
- オホーツク総合振興局
  - 常呂郡置戸町

### 主な接続道路
置戸町
- 北海道道1050号常元中里線 - 安住、中里（重複）
- 北海道道247号置戸温根湯線 - 中里
- 国道242号、北海道道1001号北光置戸線 - 置戸（終点）